# Багге, Лайла

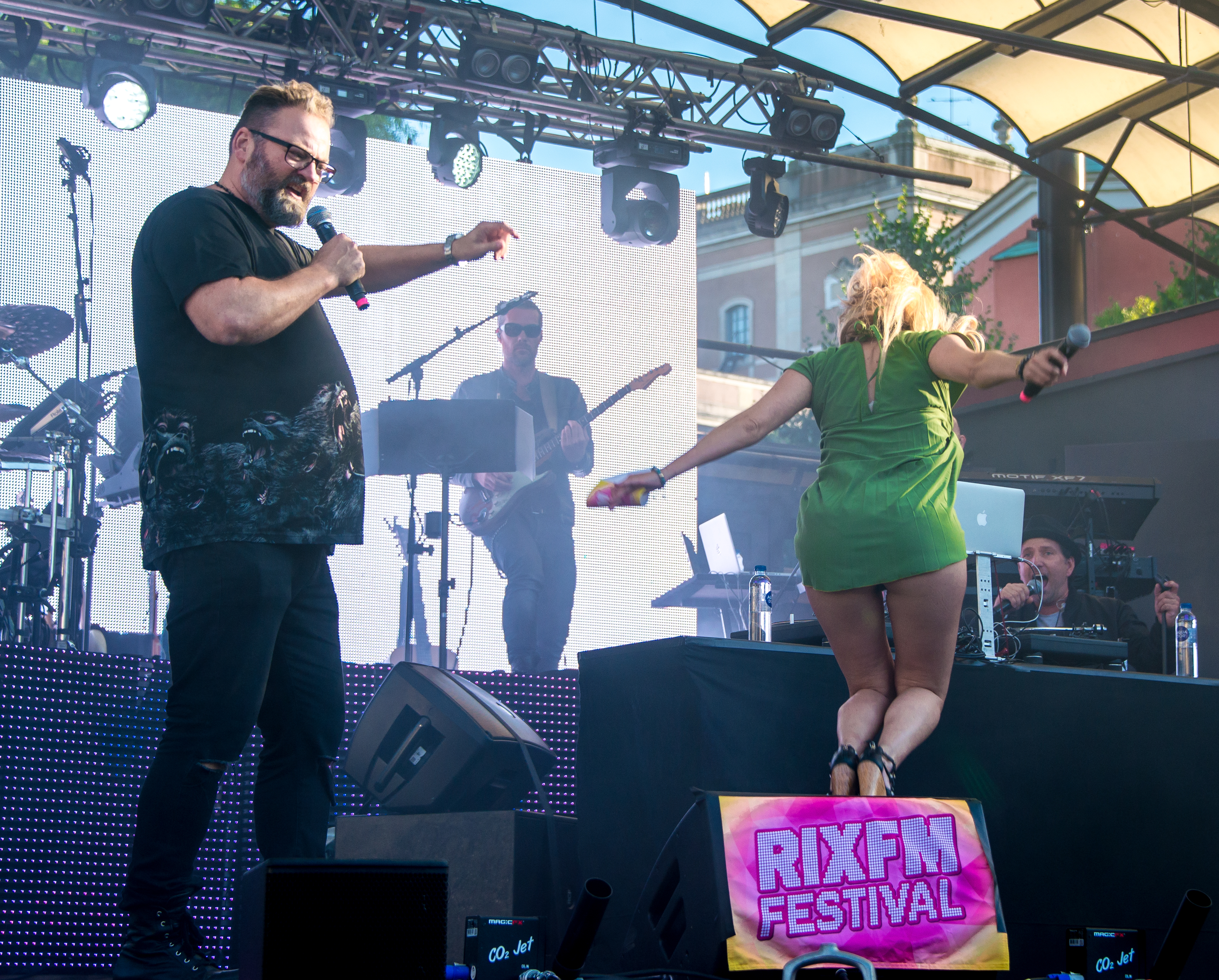
Шоу Адама Алсинга и Лайлы Багге во время фестиваля Rix FM Festival 2016 в Кунгстрэдгордене в Стокгольме.

Лайла Натали Багге (швед. Laila Natali Bagge, в девичестве швед. Laila Natali Johansson; род. 15 декабря 1972, приход Церкви Всех Святых в Лунде, Мальмёхус) — шведская певица и автор песен.

## Биография
Лайла Багге родилась 15 декабря 1978 года, её мать — шведка, отец — палестинец.
В 1990-х подписала контракт с Motown Records, в 1998 году выпустила песню «Here We Go Again», попавшая в топ-хит 40.
3 года работала в Sony BMG New York для поисков талантов. Лайла организовала женскую группу Play, которой она руководила с Мэтью Ноулзом. Группа подписала контракт с Sony BMG New York, продав 1 миллион копий альбомов. Писала песни для Дион Селин и Mýa, групп 98 Degrees и 707. В 2007 году Лайла совместно с Андерсом Багге и Андреасом Карлсоном основала компании Meriola Media Group AB и Meriola Songs AB.

## Личная жизнь
Летом 2003 года у Лайлы Багге родился сын Лиама Питтса от бывшего мужа Мэйсона Питтса, одного из основателей шведской рок-группы Apollo Drive. 6 марта 2010 года Лайла вышла замуж за Николаса Вальгрена, у них в октябре 2011 года родился сын Кит Вальгрен. Пара рассталась в конце 2014 года.

## Дискография
Альбомы
- Hello Laila[англ.] (1998)
- All About Love (2004)

Синглы
- Here We Go Again (1998)